# Hexacinia stellipennis
Hexacinia stellipennis är en tvåvingeart som först beskrevs av Walker 1860.  Hexacinia stellipennis ingår i släktet Hexacinia och familjen borrflugor. Inga underarter finns listade i Catalogue of Life.